# ニック・オブ・タイム (アルバム)
『ニック・オブ・タイム』（原題：Nick of Time、直訳「時の刻み」）は、1989年3月21日にリリースされたアメリカ人歌手ボニー・レイットによる10枚目のアルバム。ビルボード 200でトップとなり、500万枚の売り上げを記録した。
第32回グラミー賞で「最優秀アルバム賞」と「最優秀女性ロック・ボーカル・パフォーマンス賞」を受賞。また、アルバムに収録された表題曲「ニック・オブ・タイム」は「最優秀女性ポップ・ボーカル・パフォーマンス賞」を受賞した。2003年、このアルバムは、『ローリング・ストーン』誌の史上最高の500アルバムのリストで230位にランクされた。このアルバムは「死ぬ前に聴くべき1001枚のアルバム」にも含まれている。

## 背景とレコーディング
1983年、ボニー・レイットは直前の2枚のアルバム『愛に生きる』（1979年）と『グリーン・ライト』（1982年）の販売が振るわなかったことからワーナー・ブラザース・レコードから排除された。この決定はレイットの次のアルバム Tongue in Groove の再録音が完了した翌日のことだった。 2年後、プロデューサーのロブ・フラボニとレイットの関係は終わりを告げ、レイットにはもはやバックバンドに給料を払う余裕がなかったのでバンドを解散せざるを得なかった。これらの個人的な問題に加えて、ワーナー・ブラザーズは1986年のTongue in Groove を改めて『ナイン・ライヴズ 』としてリリースすると発表した。レイットは今では完全にコントロールできないアルバムを宣伝しなければならなかったために、このことはレイットを動揺させた。  レイットはうつ病に苦しみ始め、過度の飲食、パーティーで気を散らそうとした。 人生のこの期間について尋ねられたとき、レイットは「私は蹴ったり叫んだり認知症に陥ったりしていませんでしたが、完全に感情的、肉体的、精神的な崩壊を経験しました」 と語った。
『ナイン・ライヴズ』のリリース後、レイットはコンサートツアーを行った。ポップスターのプリンスはレイットのファンであり、 ロサンゼルスのビバリーシアターでのパフォーマンスに参加した。彼はレイットの音楽に感銘を受け、彼自身のレーベルであるペイズリー・パーク・レコードとの契約を提供しました  レイットはこれに同意し、 ミネアポリスに旅した。しかし、彼女が楽曲をレコーディングする前にスキー事故に遭い、2か月間入院した。 負傷したことによってレイットは最近の人生の選択について考える時間を与えられた。「いくつかの変更を加える必要があるように思われました。私は自分自身を見て、自分のベストバージョンではないと感じたのです。自分以外を非難するつもりはありませんでした。」レイットはアルコホーリクス・アノニマス（匿名のアルコール依存者たち）のミーティングに参加した。レイットは自分に人生の新しい見方を与えたと信じている。
レイットが飲酒の習慣から脱したにもかかわらず、いまだに財政的な困難に陥っていた。プリンスとの間に計画されたコラボレーションが失敗した後、レイットはペイズリー・パーク・レコードを去った。バッキングバンドに支払うだけの十分な資金がなかったため、一連のアコースティックギグを演奏して、ただふわふわしていた。 この期間にレイットは、ウォズ (ノット・ウォズ)のミュージシャン、ドン・ウォズと出会った。2人は1988年に2枚の子供向けアルバムで協力した。レイットはこれらのアルバムのために録音した単純な素材にもかかわらず、ウォズとの仕事を楽しんでおり、彼は彼女の次のアルバムをプロデュースすることに同意した。 多くのレーベルがレイットに商業的に可能性がなくなったと感じたため、レコードレーベルの検索はより困難であることが判明した。 共同マネージャーのダニー・ゴルバーグはキャピトル・レコードのティム・デヴァインが関心を引く前に、少なくとも14人の幹部がレイットを見送ったと述べている。1988年、レイットはキャピトル・レコードと150,000ドルのレコーディング契約を締結した。
レイットはキャピトル・レコードと契約する前に、ウォズのホームスタジオで初期のデモを録音した。これらの初期のデモはレイットのアコースティックギグと同様に削ぎ落とした音楽に焦点を当てていた。 バッキングバンドなしで機能する曲を選択して、彼女の音楽的才能を披露するのが目的だった。 その後、これらのデモはロサンゼルスのオーシャン・ウェイ・レコーディングで1週間にわたって適切に録音された。レイットとウォズが事前に準備していたことは、レコーディングセッションが速いことを意味していた。約2トラックが1日で録音され、ほぼすべてのトラックが2テイクか3テイクで録音された。

## 作詞作曲
『ニック・オブ・タイム』は滑らかで控えめなブルースロック・サウンドを特徴としている。 オールミュージックのスティーヴン・トマス・アールワインは次のように書いている。「[レイットは]決して極端にハードにロックしないが、表面的には穏やかで魅力的でも彼女の歌と演奏には厳しさがある」。音楽は主にブルースロックだが、カントリー、R&B、ポップなど、幅広いジャンルが含まれている。ドン・ウォズがプロデューサーとして発表されたとき、ウォズ (ノット・ウォズ)での評判を考えて、ファンク・ロック・サウンドをアルバムに浸透させるかどうか疑問に思ったリスナーもいた。 しかし、ウォズはレイットがキャリアの初期に開発したゆったりとしたブルース・サウンドを維持することを決定した。レイットによれば「プロダクションが少なく、滑らかさも少ないのです。基本的にこれは私のルーツへの回帰です」。エンジニアのエド・チャーニーは、各楽器を個別に録音するのではなく、ほとんどの音楽がスタジオでライブ録音される方法に注目した。 これは、レイットが他のミュージシャンの演奏を好んだからである。
歌の多くは、レイットが当時苦労していた個人的な問題を扱っている。 たとえば、『ニック・オブ・タイム』がリリースされたときにレイットはほぼ40歳で、アルバムのタイトルトラックは中年期の条件に近づいている。  伝記作家マーク・ベゴによると、レイットは団塊世代のアルバムを作ろうとした。「彼女の過去のリリースとは異なり、’あなたは私を間違った’曲や失われた愛についての涙の嘆きはありませんでした。」 レイットはアルバムのオリジナル曲を2曲だけ書いたが、彼女が選んだ9曲のカバー曲は、成人期と知恵の包括的なテーマも伝えている。 

## リリース
『ニック・オブ・タイム』は1989年3月21日にリリースされた。キャピトル・レコードのティム・デヴァインはレーベルのマーケティングチームにレイットを宣伝するよう説得することができず、代わりに会社の社長に音楽雑誌に全ページ広告を掲載するよう依頼する必要があった。  限定的なプロモーションにもかかわらず、『ニック・オブ・タイム』は最初の数ヶ月間非常によく売れ、すぐにレイットのキャリアにおけるベストセラー・アルバムとなった。 アルバムが売れた理由と同様にやったことを尋ねられたとき、広報担当のジョーン・マイヤーズは次のように述べている：「ボニーの性格と誠実さは、彼女の音楽に加えて、人々の心をつかんだ。 彼女について気取らないことはありませんでした」。

## 評価
| 専門評論家によるレビュー           | 専門評論家によるレビュー |
| レビュー・スコア                   | レビュー・スコア         |
| 出典                               | 評価                     |
| ---------------------------------- | ------------------------ |
| オールミュージック                 | [ 19 ]                   |
| シカゴ・トリビューン               | [ 20 ]                   |
| エンターテインメント・ウィークリー | A                        |
| ロサンゼルス・タイムス             | [ 22 ]                   |
| ロバート・クリストガウ             | B                        |
| ローリング・ストーン               | [ 23 ]                   |
| Encyclopedia of Popular Music      | [ 24 ]                   |

 2003年、このアルバムは『ローリング・ストーン』誌の史上最高の500アルバムのリストで230位にランクされた 。 このアルバムは、『死ぬ前に聞くべき1001枚のアルバム』にも含まれている。 コリン・ラーキンの『All Time Top 1000 Albums』（2000年）の第3版では第615位に選ばれた。

## トラックリスト
| #         | タイトル                                                                   | 作詞  | 作曲・編曲 | 時間 |
| --------- | -------------------------------------------------------------------------- | ----- | ---------- | ---- |
| 1.        | 「Nick of Time」(Bonnie Raitt)                                             |       |            | 3:52 |
| 2.        | 「Thing Called Love」(John Hiatt)                                          |       |            | 3:52 |
| 3.        | 「Love Letter」(Bonnie Hayes)                                              |       |            | 4:04 |
| 4.        | 「Cry on My Shoulder」(Michael Ruff)                                       |       |            | 3:44 |
| 5.        | 「Real Man」(Jerry Lynn Williams)                                          |       |            | 4:27 |
| 6.        | 「Nobody's Girl」(Larry John McNally)                                      |       |            | 3:14 |
| 7.        | 「Have a Heart」(Bonnie Hayes)                                             |       |            | 4:50 |
| 8.        | 「Too Soon to Tell」(Rory Michael Bourke, Mike Reid)                       |       |            | 3:45 |
| 9.        | 「I Will Not Be Denied」(Jerry Lynn Williams)                              |       |            | 4:55 |
| 10.       | 「I Ain't Gonna Let You Break My Heart Again」(David Lasley, Julie Lasley) |       |            | 2:38 |
| 11.       | 「The Road's My Middle Name」(Bonnie Raitt)                                |       |            | 3:31 |
| 合計時間: | 合計時間:                                                                  | 42:31 |            |      |